# Hemidactylus pseudomuriceus
Espèce
Statut de conservation UICN

 DD  : Données insuffisantes
Hemidactylus pseudomuriceus est une espèce de geckos de la famille des Gekkonidae.

## Répartition
Cette espèce se rencontre en Côte d'Ivoire, au Cameroun et au Congo-Brazzaville.

## Description
C'est un gecko insectivore.

## Publication originale
- Henle & Böhme, 2003 : A new species of Hemidactylus (Squamata: Gekkonidae) from West Africa, and comments on species hitherto confused with H. muriceus. African Journal of Herpetology, vol. 52, n. 1, p. 23-38.